# Boyster
Boyster (conocido como Boyster, el chico ostra en Hispanoamérica y Chicostra en España) es una serie de televisión estadounidense/francesa 2D en CGI que se estrenó en Disney XD el 16 de junio de 2014 en Estados Unidos, y en France 4 en Francia desde el 6 de febrero de 2016. El personaje principal Boyster es medio humano y medio molusco, y su nombre es un acrónimo de "chico" y "ostra".

## Trama
Cuando un bote que cargaba desechos tóxicos se estrella con una roca en medio del océano, afecta a una concha que contenía a un molusco adentro, provocando de alguna forma que mutara hasta ser medio humano y medio molusco, mientras que la concha que lo contenía cobra vida. Al terminar como un bebé dentro de su hermano, son encontrados por una pareja que los adoptan y los llaman Boyster y Shelby. El niño-ostra y su hermano terminaron por crecer y desarrollar super poderes.
En sí la serie muestra cómo Boyster intenta encajar en la sociedad, siendo rechazado por ser un mutante fuera de lo común.

## Personajes
- Chico ostra, un chico medio ostra mutante, que tiene un cuerpo súper elástico, hidrokinesis y puede lanzar perlas con su boca.[1]
- Rafik, el mejor amigo de Chico ostra que conoce el secreto de este.
- Shelby, la almeja hermano gemelo de Chicostra, tiene la capacidad de volar o levitar, es muy listo y enojón.
- Ozzy, es el matón de la escuela.
- Alicia, es muy rica y tiene interés amoroso por Chico ostra, y tiene una gata de mascota llamada Vanilla.
- Marion Pluss, un profesor llamado (Profesorator en España y Maestronator en Latinoamérica), siempre les da castigos o detenciones a todos los alumnos de la escuela, el Profesorator es muy agresivo y griton.
- Mamá de Alicia, es muy exagerada, distraída y feliz con su hija.
- Papá de Alicia, muy gruñón, loco y demente, él odia a Chico ostra y a Rafik porque piensa que los dos son perdedores por culpa de los poderes mutantes del ADN mutante de ostra de Chicostra porque en El Collar (The Necklace) cuando Chicostra le regaló un collar a su hija se le puso la cara azul y le salieron unos granos azules, por eso actúa como demente.
- Arthur, otro amigo de Chico ostra y Rafik. Le gustan mucho los aliens y los brownies de queso fundido.

## Poderes de Boyster
- Consumir calcio y crear perlas desde su boca (queso, leche, yogur). En un episodio cuando Chicostra bebió yogur rancio hizo un collar, y cuando se lo dio a Alicia se convirtió en una mora azul humana pero el efecto eran lágrimas de los anticuerpos mutantes de Chicostra, pero el frasco de lágrimas fue destruido por culpa del padre de Alicia porque lo tiró al suelo pero cuando Chicostra beso a Alicia se curó, gracias a la saliva de ostra, en otro episodio cuando Chicostra tomó un poco de tiza, había perlas en su panza pero gracias que Chicostra se tapó la boca se hizo musculoso, pero cuando Ozzy empujó a Chicostra, las perlas gigantes entraron a su cara, y cuando Chicostra tomó más tiza, se convirtió como un neumático o un globo y esas cosas y cuando los hombres musculosos aplastaron a Chicostra logró sacar las perlas gigantes de su boca. En otro episodio cuando Chicostra mezcló gasolina con calcio hizo una perla podrida gigante, para detener a Shelby.

- Levitar, detener y acelerar el agua

- Estirarse

- Visión nocturna

- Electricidad estática en las glándulas axilares de sus axilas

- Su olor de pez atrayendo a los gatos (incluyendo a Vainilla, el gato de Alicia)

- Un tercer brazo que fue creado en su cabeza llamado Andy, actualmente está en el Polo Sur tejiendo bufandas, jerséis etc, y odia los gnomos de jardín, y eso seguramente paso porque Chicostra se estiró demasiado y Andy apareció en la cabeza de Chicostra

- Cuando Chicostra se chocó con esas ostras, le salieron de su cara Granos marinos verdes, pero la enfermedad se llamaba ostricela, y claro había una cura para esta enfermedad, pero la cura era mezclar las cosas podridas, y con eso la crema secara los granos y cuando Chico ostra puso demasiado, parecía una pasa, pero la crema de la ostricela funcionara solo si Chicostra va poniendo un poco de crema, y aunque solo tenía unos cuantos granos Chico ostra aplicó suficiente crema para 500 y gracias a que exagero la crema ya no tiene más granos que secar y después la crema estuvo secando el líquido en la cabeza de Chico ostra, para contrarrestar la crema, Chico ostra debe estar dentro de esas ostras en 27 segundos y cuando Chicostra tenía su cara hinchada todavía seguía siendo una pasa, pero con agua se curó y se hidrató

- En el episodio "El Bigote" Cuando Chico ostra dejaba de jugar se puso un alga podrida y con bacterias en su labio y se pegó para que se volviera más viejo, pero lo que ocurrió es que esa alga podrida venía de un rollo de sushi, pero así al modo feo del alga que puso Chico ostra venía trabada con su energía de ostra y por eso se volvió más viejo, ya que las toxinas aceleraban el proceso de edad de Chicostra.

## Episodios
| N.º Episodios | Estados Unidos      | Estados Unidos    | Latinoamérica      | Latinoamérica           | España                                                              | España                                                              |
| N.º Episodios | Comienzo            | Final             | Comienzo           | Final                   | Comienzo                                                            | Final                                                               |
| ------------- | ------------------- | ----------------- | ------------------ | ----------------------- | ------------------------------------------------------------------- | ------------------------------------------------------------------- |
| 26 (52)       | 16 de junio de 2014 | 4 de mayo de 2017 | 18 de mayo de 2015 | 11 de noviembre de 2016 | 28 de marzo de 2015 (Disney XD) 4 de abril de 2016 (Disney Channel) | 2 de enero de 2016 (Disney XD) 20 de abril de 2016 (Disney Channel) |

## Doblaje
| Personajes   | Actor de voz original (USA) | Actor de doblaje (Hispanoamérica) | Actor de doblaje (España)  | Temporadas |
| ------------ | --------------------------- | --------------------------------- | -------------------------- | ---------- |
| Chicostra    | Akie Kotabe                 | Javier Olguín                     | Daniel Lema Blanco         | 1ª-2ª      |
| Rafik        | Rasmus Hardiker             | Ricardo Bautista                  | Jesús Ángel Rosado 'Gelos' | 1ª-2ª      |
| Shelby       | Matthew Forbes              | José Antonio Macías               | Damián Cortés Rey          | 1ª-2ª      |
| Ozzy         | Jeff Schjerlund             | Bruno Coronel                     | Sergio Rodríguez-Guisán    | 1ª-2ª      |
| Alicia       | Lizzie Waterworth           | Nayeli Mendoza                    | Natalia García Dans        | 1ª-2ª      |
| Marion Pluss | Cleo Tellier                | Pedro D'Aguillón                  | Gonzalo Faílde             | 1ª         |
| Marion Pluss | Cleo Tellier                | Jesse Conde                       | Gonzalo Faílde             | 2ª         |

## Premios y nominaciones
| Año  | Premio                                                | Categoría   | Candidato             | Resultado |
| ---- | ----------------------------------------------------- | ----------- | --------------------- | --------- |
| 2015 | Festival Internacional de Cine de Animación de Annecy | Serie de TV | Para el "Teachinator" | Nominado  |